# Quad Electroacoustics
Quad Electroacoustics is een Britse fabrikant van hifiapparatuur, gevestigd in Huntingdon, Engeland. 

## Geschiedenis
De onderneming werd in 1936 door Peter Walker in Londen opgericht onder de naam S.P. Fidelity Sound Systems. In 1936 werd de naam veranderd in Acoustical Manufacturing Co. Ltd. In 1941 verhuisde het bedrijf van Londen naar Huntingdon. 
De firma produceerde aanvankelijk versterkers voor openbare ruimten, maar na de Tweede Wereldoorlog nam de vraag naar hoogwaardige huiskamerapparatuur toe, en begon de Acoustical Manufacturing Co. Ltd buizenversterkers voor deze markt te produceren. 
De naam "QUAD" is een acroniem voor "Quality Unit Amplifier Domestic", en werd gebruikt om de QUAD I buizenversterker aan te duiden. In 1983, toen de naam Quad een merknaam geworden was, veranderde men de naam Acoustical Manufacturing Co. Ltd in QUAD Electroacoustics Ltd.
QUAD Electroacoustics Ltd werd in 1995 overgenomen door de Verity Group plc en in 1997 door de International Audio Group (IAG. De productie van de elektrostatische luidsprekers werd naar China verplaatst. De reparatieafdeling bleef in Huntingdon. Ondanks alles veranderde er niet veel aan de opvattingen van de firma: men bleef vasthouden aan het motto "the closest approach to the original sound", "het zo dicht mogelijk benaderen van de originele klank".

## Audioproducten
In 1948 bracht de firma de eerste producten op de particuliere markt. De QA12 en QA12/P waren buizenversterkers met een laag vermogen. De versterkers vielen op door de hoge geluidskwaliteit, vergeleken met andere versterkers uit die tijd. De BBC ging deze versterkers gebruiken.

### Versterkers

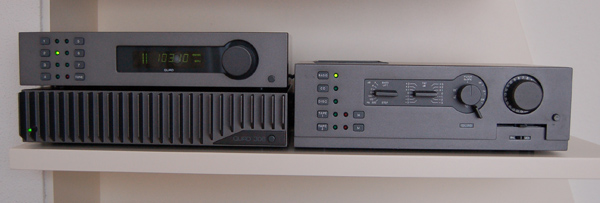
Quad 44 en 306 versterkers, tuner FM4

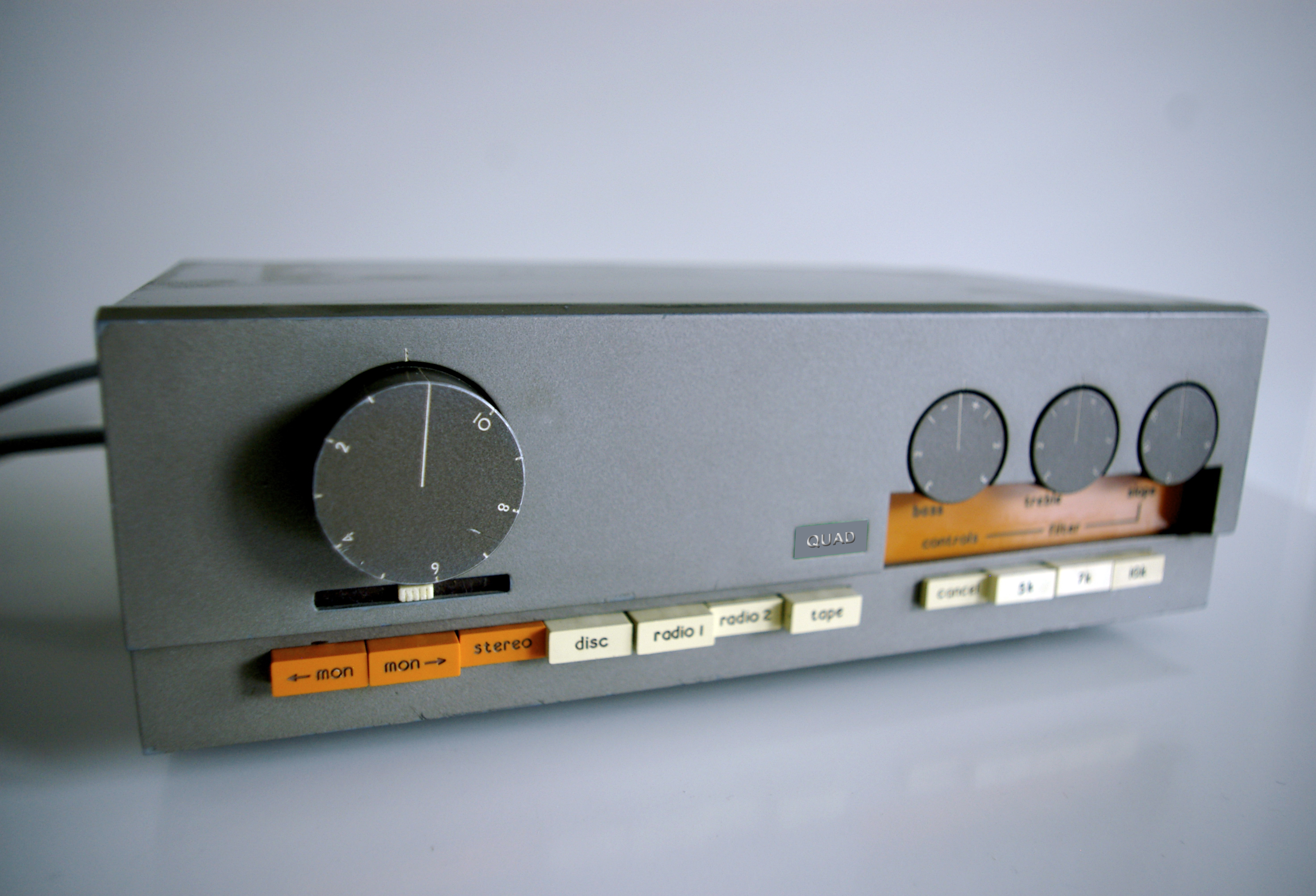
Quad 33 voorversterker

Nadat in 1958 stereo zijn intrede gedaan had, ontwikkelde Peter Walker de QC 22 voorversterker, die in 1959 op de markt kwam. Deze voorversterker stuurde 2 Quad II mono eindversterkers aan. Ook een passende amplitudemodulatie (AM) en frequentiemodulatie (FM) tuner werden uitgebracht om radiosignalen in de huiskamer te brengen.
In 1967 stapte de firma over op de productie van transistorversterkers, eerst de QUAD 33/303/FM3 voor-/ eindversterker en tuner combinatie, later gevolgd door de 44/405/FM4 combinatie. 
In Nederland importeerde de firma Transtec in Rotterdam van 1961 tot 2009 de versterkers en luidsprekers van Quad. In 2009 ging dit bedrijf failliet en sinds 24 juli 2009 is het importeurschap van Quad overgenomen door New Transtec. 
Naast deze versterkers voor particulier gebruik produceerde Quad ook voor de professionele markt.

### Luidsprekers
Eind 1949 (of begin 1950) lanceerde de firma een corner ribbon luidspreker. Een Goodmans Axion 150 conus luidspreker werd gebruikt voor de lage tonen, een elektromagnetische band, door Peter Walker ontworpen leverde de middel- en hoge frequenties.
De doorbraak kwam in 1957 met de eerste volledige elektrostatische luidspreker ESL-57. De luidspreker bestaat in principe uit twee baspanelen en een hoge tonenpaneel. Deze elektrostatische panelen gebruiken een ultra dun elektrisch geleidend pet-membraan dat tussen twee onder hoge spanning staande platen in beweging wordt gezet. De ESL-57 werd vrijwel onmiddellijk door de BBC gebruikt als studiomonitor. Uiteindelijk werden de ESL-57 afgelost door Rogers LS3 conus luidsprekers, omdat het transport van de elektrostaten omslachtig bleek.

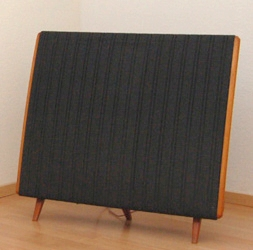
Quad ESL-57

De ESL-57 zijn bekend om de transparantie in het klankbeeld en de lage vervorming. Het geluid in de hoge tonen is heel erg gericht. Slechts op een enkele plaats tussen een paar stereo luidsprekers heeft men een volledig klankbeeld. De luidsprekers kunnen grote vermogens van versterkers niet aan. 
De Quad-57 stamde nog uit het monotijdperk. Het doorbreken van stereoweergave bracht Peter Walker ertoe een nieuwe ESL te ontwerpen die in 1981 op de markt kwam. De ESL-63 kon grotere vermogens aan en de weergave werd aangestuurd vanuit het midden van acht concentrische ringen die via een kleine vertraging het signaal doorgaven. Het resultaat was een weergave die leek te komen vanuit één enkel punt in de luidspreker. De opvolgers van de ESL-63, de modellen 988/989 en de 2805/2905 zijn in feite op de principes van de ESL-63 gebaseerd. De mogelijkheid om grotere versterkers aan te sluiten en een grotere stijfheid in de constructie waren de belangrijkste verbeteringen.
Nadat Verity Group plc Quad aangekocht had, ontwikkelde Quad ook kleine conventionele conus-luidsprekers.
Door een constante vraag naar de ESL-57 bleef deze tot 1996 in productie. Quad Musikwiedergabe in Duitsland heeft de stretching jig in van Quad in eigendom overgenomen. Op deze tafel werd het petmembraan met gewichten uitgerekt en in een oven een zogenaamde 'heat-set' procedure uitgevoerd om te kunnen worden gebruikt in een paneel. Quad Musikwiedergabe produceert sinds 1996 alle panelen en elektronica van de ESL-57 en ESL-63 nieuw. De productietechieken zijn aangepast aan de moderne tijd: de stators van de huidige productiepanelen wordt van printplaat gemaakt, en niet meer van uPVC zoals de originele panelen uit Engeland. Ook One Thing Audio (GB) produceert nieuwe panelen. 
Voor restauratie van de originele panelen kan men onder andere terecht bij Wayne Piquet en Sheldon Stokes (USA), en in Nederland bij ESL Labs.